# Ligré
Ligré ist eine französische Gemeinde mit 1.070 Einwohnern (Stand: 1. Januar 2022) im Département Indre-et-Loire in der Region Centre-Val de Loire; sie gehört zum Arrondissement Chinon und zum Kanton Sainte-Maure-de-Touraine. Die Einwohner werden Ligréens genannt.

## Geographie
Die Gemeinde Ligré liegt an der Veude im Regionalen Naturpark Loire-Anjou-Touraine, etwa acht Kilometer südsüdöstlich von Chinon. Nachbargemeinden von Ligré sind Rivière im Norden, Anché im Nordosten, Lémeré im Osten, Assay im Süden, Marçay im Südwesten und Westen sowie La Roche-Clermault im Westen.

## Bevölkerungsentwicklung
| Jahr                       | 1962 | 1968 | 1975 | 1982 | 1990 | 1999 | 2006 | 2013 | 2021 |
| Einwohner                  | 884  | 802  | 705  | 792  | 903  | 966  | 1019 | 1064 | 1072 |
| Quellen: Cassini und INSEE |      |      |      |      |      |      |      |      |      |

## Sehenswürdigkeiten

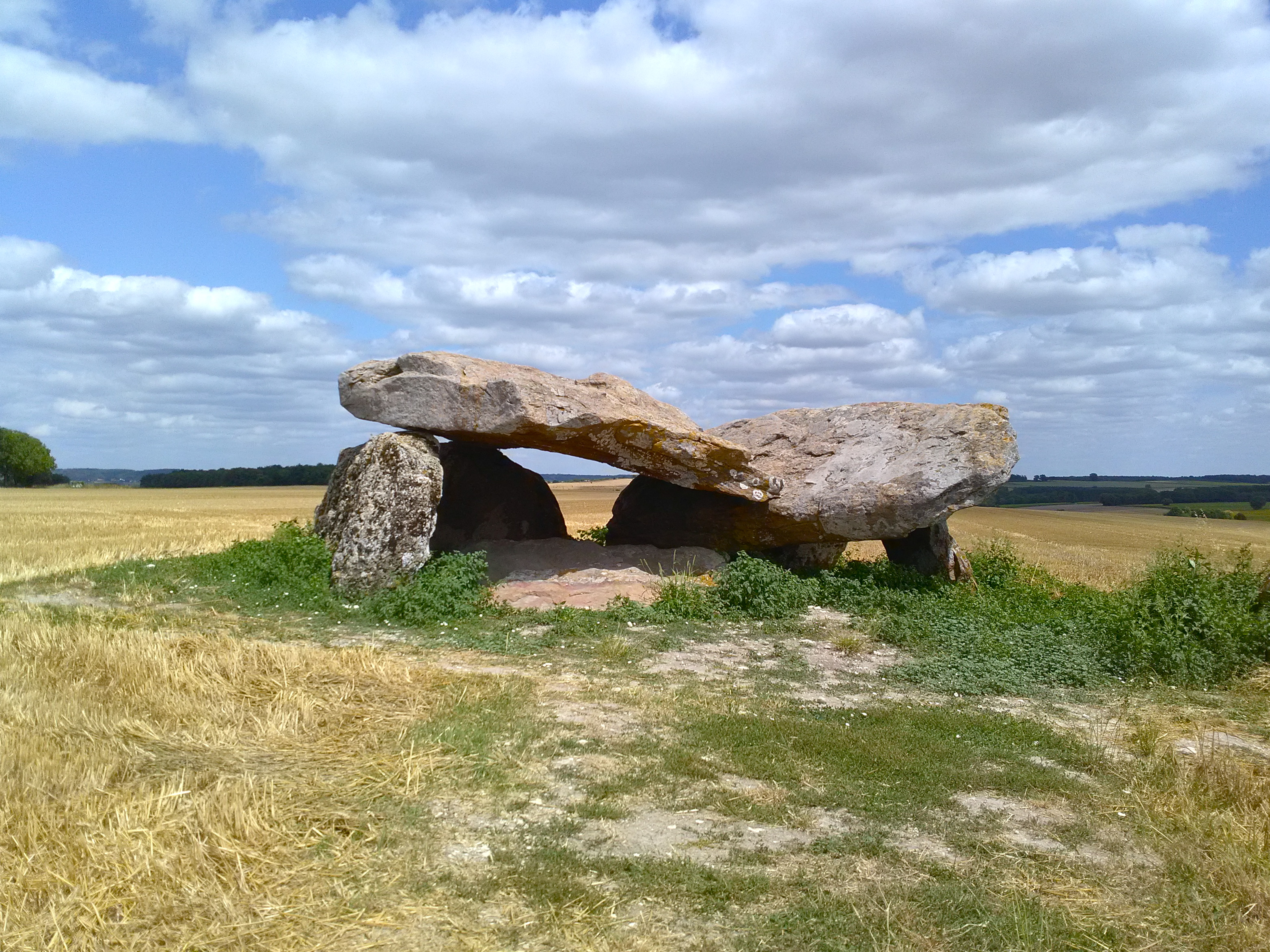
Dolmen Le Carroir Bon Air
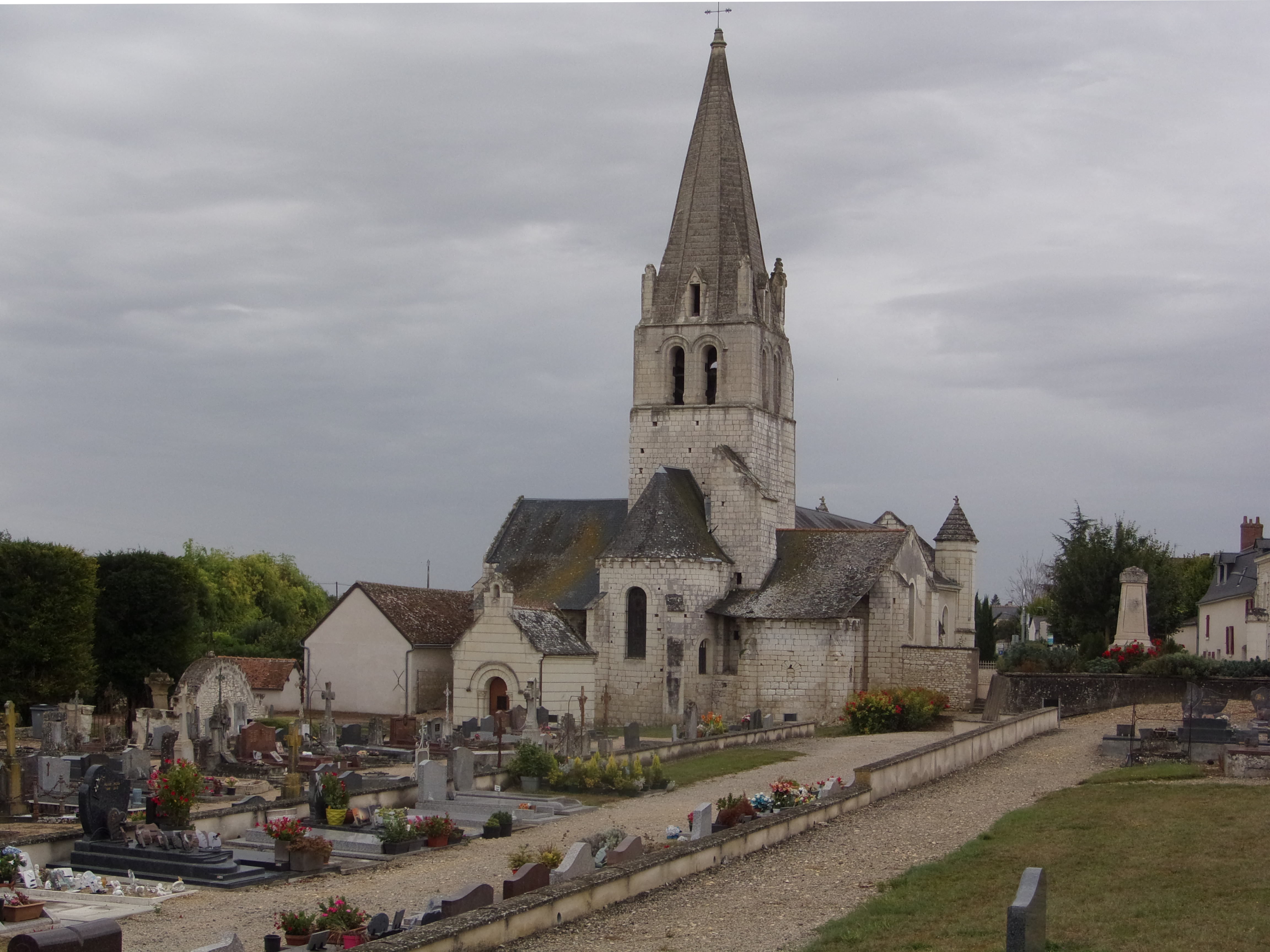
Kirche Saint-Martin
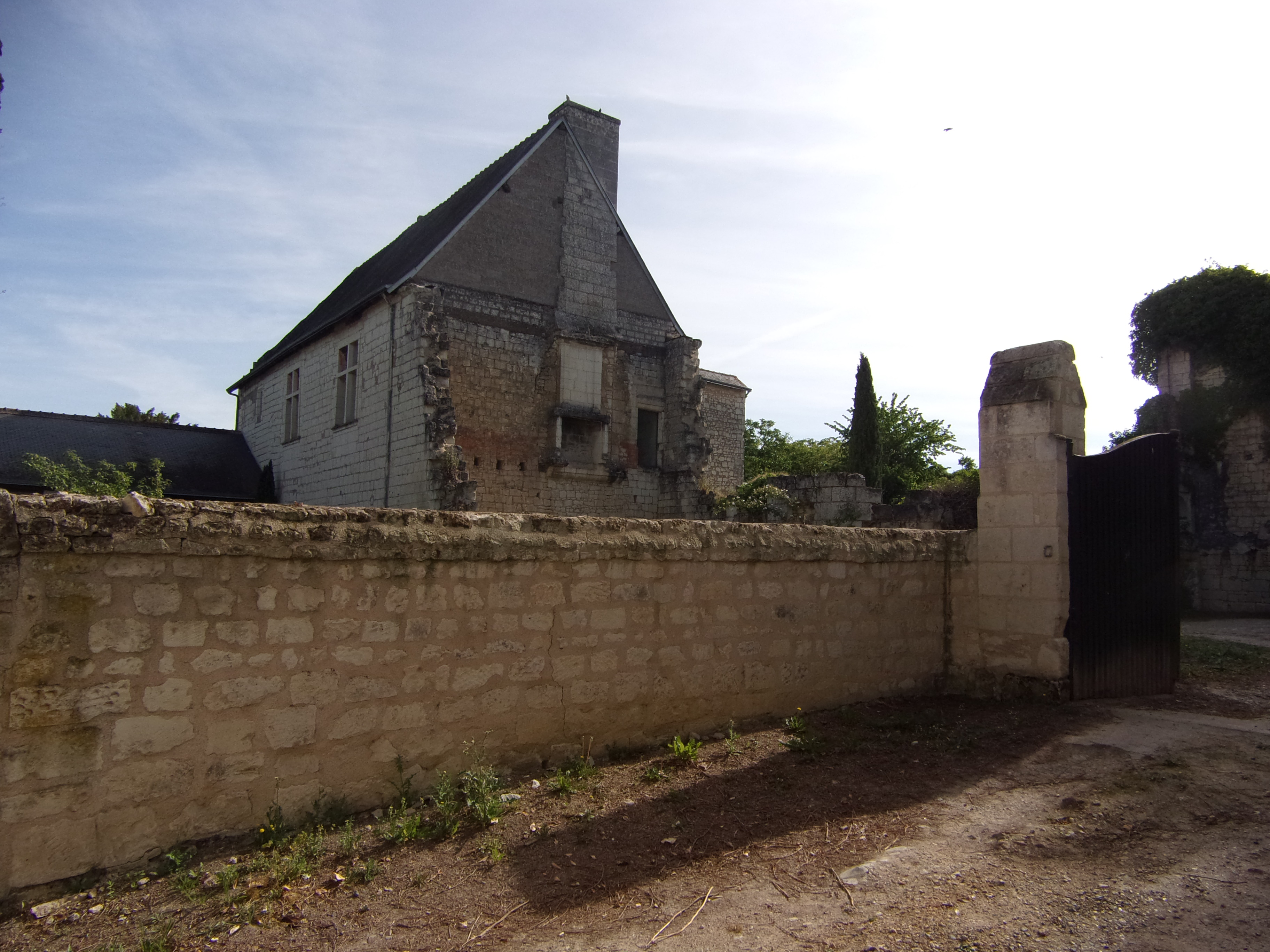
Ehemaliges Priorat Roches-Saint-Paul
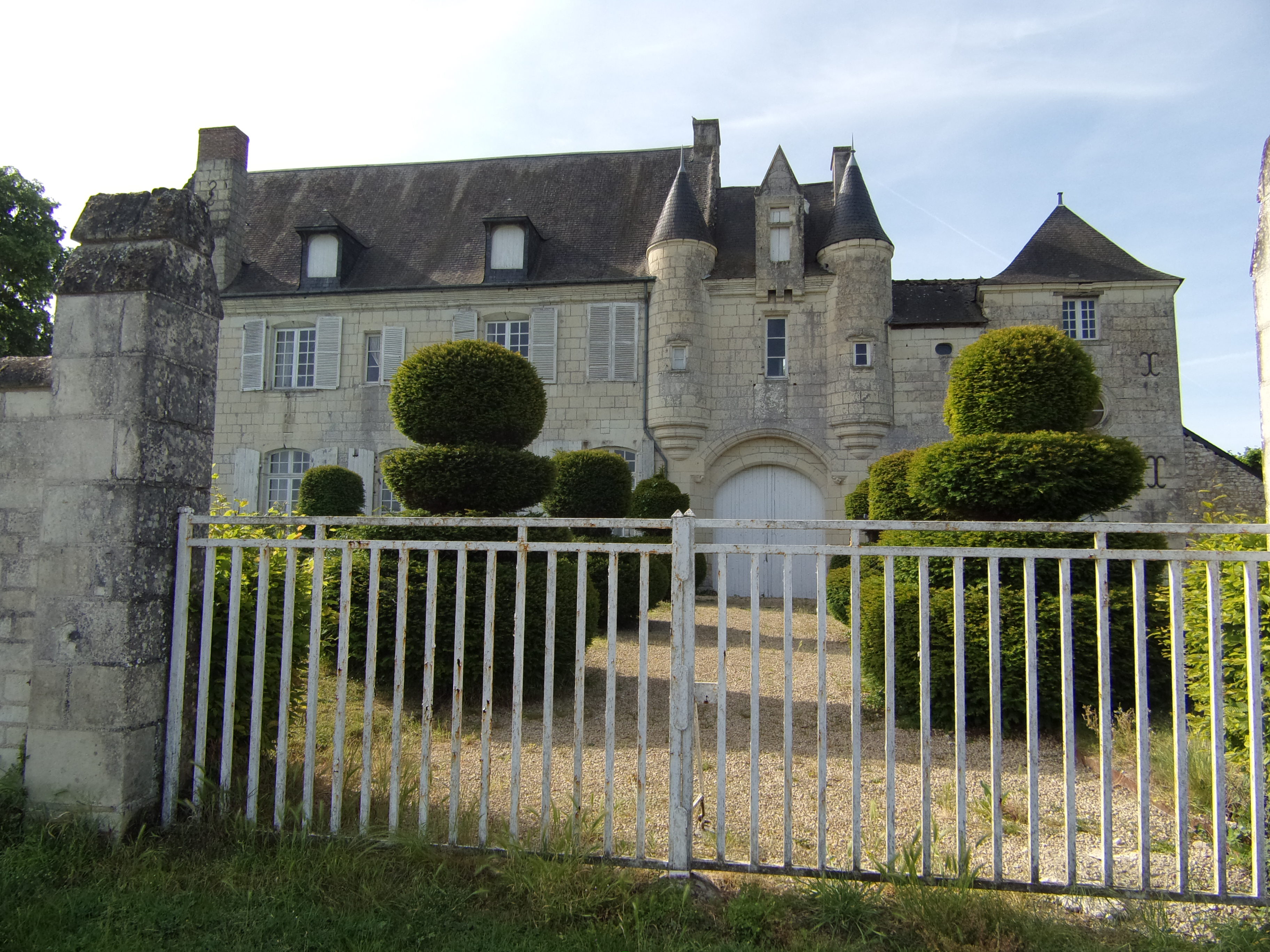
Schloss Sassay
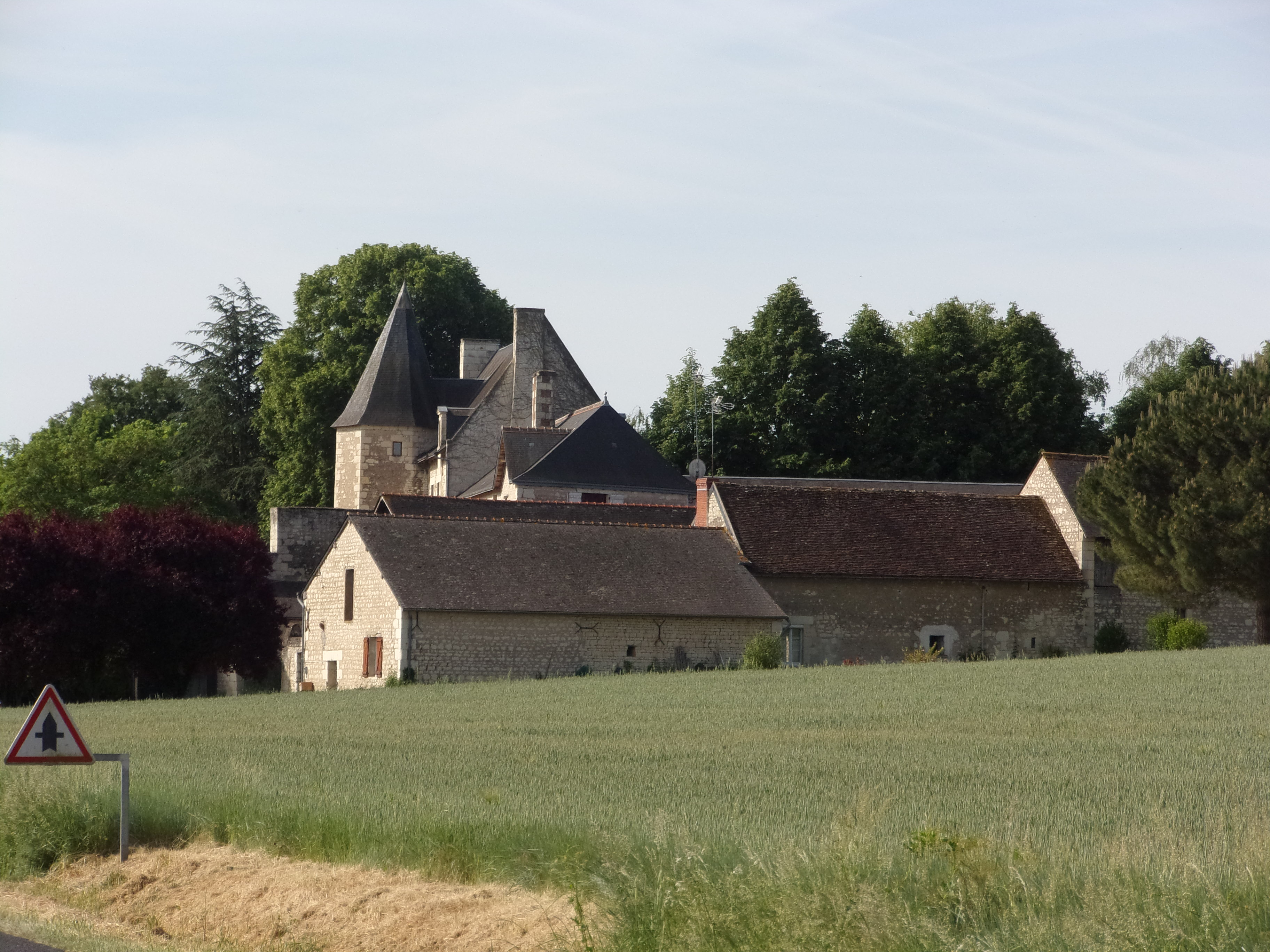
Herrenhaus Beauvais
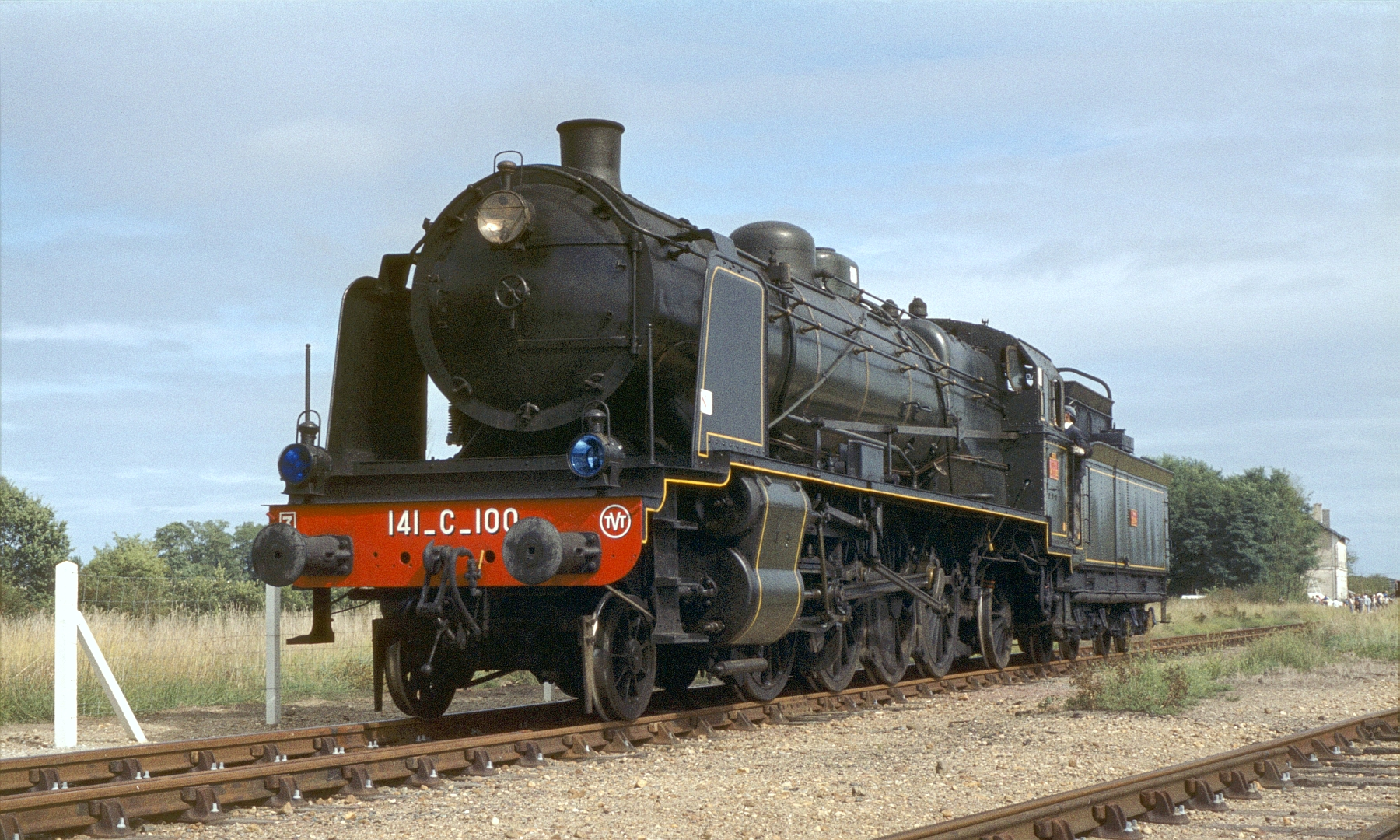
Museumnbahn Chinon−Richelieu am ehemaligen Bahnhalt Ligré÷Rivière (1983)

- Wasserturm

- Dolmen Le Carroir Bon Air
- Kirche Saint-Martin
- Ehemaliges Priorat Roches-Saint-Paul
- Schloss Sassay
- Herrenhaus Beauvais
- Museumnbahn Chinon−Richelieu am ehemaligen Bahnhalt Ligré÷Rivière (1983)